# سهراب شهید ثالث
سهراب شهید ثالث (۷ تیر ۱۳۲۳ تهران – ۱۰ تیر ۱۳۷۷ شیکاگو، ایلینوی) کارگردان، فیلم‌نامه‌نویس، مترجم و تدوین‌گر سینما بود.
این کارگردان مطرح ایرانی به عنوان یکی از آغازگران موج نوی سینمای ایران شناخته می‌شود. او مدّتِ کوتاهی عضوِ کانون سینماگران پیشرو بود و ریتم فیلم‌هایش اغلب کند و شبیه به زندگی واقعی است. برخی از مهم‌ترین آثار او با نام‌های یک اتفاق ساده (۱۳۵۲)، طبیعت بی‌جان (۱۳۵۳) و در غربت (۱۳۵۴) برنده جوایز معتبر بین‌المللی شده‌اند. شهیدثالث بسیار دوستدار آثار آنتون چخوف و لوئیس بونوئل بود.

## زندگی
سهراب شهید ثالث ۷ تیر ۱۳۲۳ در یک خانوادهٔ متوسط در تهران به دنیا آمد. او در سال ۱۳۴۲ ایران را به مقصد وین به منظور تحصیل در رشته سینما ترک کرد و در مدرسه کارگردانی و بازیگری پروفسور کراوس وین مشغول به تحصیل شد، اما تحصیلات او به علت تشخیص نشانه‌های بیماری سل در وی قطع شد. در میانه درمان او به پاریس رفت تا تحصیلات سینمایی خود را در مدرسه کنسرواتوار مستقل سینمای فرانسه ادامه دهد. وی سال ۱۳۴۷ به ایران بازگشت و در وزارت فرهنگ و هنر مشغول به کار شد. او در این دوران چند فیلم مستند با موضوع رقص‌های محلی در میان اقوام مختلف ایران ساخت.
شهید ثالث در دوران اقامتش در ایران دو فیلم یک اتفاق ساده (۱۳۵۲) و طبیعت بی‌جان (۱۳۵۳) را ساخت که هر دو به دلیل نگاه واقع‌گرایانه اجتماعی و سبک سینمایی نوآور و تجربه‌گرایانه برنده جوایز معتبر بین‌المللی شدند. وی همچنین در اوایل دهه‌ی پنجاه شمسی، چندین مستند کوتاه در مورد شرایط ناگوار طبقه کارگر در ایران ساخت که مضامین انتقادی پنهان در آنها به مذاق مسئولانِ وقت خوش نیامد و در نهایت مجبور به ترک کشور شد.
او در ایران ساخت فیلم قرنطینه را کلید زده بود که بعد از تولید حدود نیمی از کار، فیلم توقیف شد و ساخت آن نیمه‌کاره ماند.
با اقامت در آلمان از سال ۱۳۵۳ وی شروع به ساخت فیلم‌های بلند داستانی و مستندهایی برای رسانه‌های آلمانی کرد که این فیلم‌ها برای وی شهرت بین‌المللی بیشتری به ارمغان آورد.
شهید ثالث فیلم‌های «در غربت» (۱۳۵۴)، «زمان بلوغ» (۱۳۵۵)، «آخرین تابستان گرابه» (۱۳۵۹)، «یک زندگی، چخوف» (۱۳۶۰)، «اتوپیا» (۱۹۸۳میلادی) و … را در زمان اقامتش در آلمان ساخت. اداره مهاجرت محل اقامت او در آلمان چند بار خواست او را از آلمان اخراج کند و در گذرنامه‌اش مهری زدند با متن «اجازه اقامت جایگزین اجازه کار نیست». شهیدثالث دلگیر شد و از آلمان به چکسلواکی نقل مکان کرد. وی چند سال پیش از مرگش به آمریکا رفت و در شیکاگو، ایلینوی اقامت کرد و از آن پس نتوانست فیلمی بسازد.
او در ۱۰ تیرِ ۱۳۷۷ بر اثر خونریزی شدید به علت از کار افتادن کبد و عود کردن سرطان روده (به نقل از عمویش در کتاب یادنامه) در شیکاگو درگذشت.

## میراث
در سال ۱۳۹۵ فیلم مستند پرتره‌ای با عنوان «سفر سهراب» دربارهٔ مقطعی از زندگی و کار سهراب شهیدثالث به کارگردانی امید عبدالهی ساخته شد و در این فیلم برای نخستین بار تصاویر ویدئویی و عکس‌های دیده نشده‌ای از سهراب شهیدثالث به نمایش درآمد.
همچنین در سال ۱۳۹۶، مستند «ستارهٔ دنباله‌دار» به کارگردانی محمود بهرازنیا درباره دورهٔ زندگی و فیلم‌سازی شهیدثالث در آلمان ساخته شد.

## فیلم‌شناسی (کارگردان)
| نام فیلم                                                            | سال  | توضیحات |
| ------------------------------------------------------------------- | ---- | --- |
| قفس                                                                 | ۱۳۴۸ | فیلم کوتاه |
| بزم درویشان                                                         | ۱۳۴۸ | گزارشی از مراسم ذکر و سماع دراویش در کردستان                                                                                                |
| مهاباد                                                              | ۱۳۴۸ | |
| رستاخیز (تعمیر آثار باستانی تخت جمشید)                              | ۱۳۴۸ | مستند/ تصاویری از خرابه‌های تخت جمشید و مرمت و بازسازی بخش‌هایی از آن                                                                         |
| دومین نمایشگاه آسیایی (نمایشگاه ۴۸)                                 | ۱۳۴۸ | گزارشی از آماده‌کردن غرفه‌ها، افتتاح نمایشگاه در تاریخ ۱۳ مهر و بازدید مردم تا ۲ آبان همان سال                                                |
| رقص‌های تربت جام                                                     | ۱۳۴۸ | مستند / نمایش رقص سنتی و محلی تربت‌جام توسط رقصندگان حرفه‌ای وزارت فرهنگ و هنر                                                                |
| رقص بجنورد                                                          | ۱۳۴۸ | مستند / گروهی از مردان و زنان رقص سنتی و محلی بجنورد را به نمایش می‌گذارند.                                                                  |
| رقص‌های محلی ترکمن                                                   | ۱۳۴۸ | اجرای رقص‌های سنتی و محلی ترکمن توسط مردان                                                                                                   |
| آیا…؟                                                               | ۱۳۵۰ | فیلم کوتاه |
| سیاه و سفید                                                         | ۱۳۵۱ | فیلم کوتاه / برنده جایزه ویژه جشنواره لس آنجلس و جایزه ویژه جشنواره سانفرانسیسکو                                                            |
| یک اتفاق ساده                                                       | ۱۳۵۲ | جایزه اینتر فیلم و جایزه هیئت ژوری کاتولیک از جشنواره فیلم برلین، جایزه منتقدان بین‌المللی جشنواره جهانی فیلم تهران                          |
| طبیعت بی‌جان                                                         | ۱۳۵۳ | جایزه خرس نقره‌ای، جایزه فیپرشی، جایزه اینتر فیلم و جایزه هیئت ژوری کاتولیک از جشنواره فیلم برلین                                            |
| در غربت                                                             | ۱۳۵۴ | جایزه فیپرشی، جایزه اینتر فیلم و جایزه هیئت ژوری کاتولیک از جشنواره فیلم برلین                                                              |
| وقت بلوغ (زمان بلوغ) Reife Zeit                                     | ۱۹۷۶ | |
| خاطرات یک عاشق (یادداشت‌های روزانه یک عاشق) Tagebuch eines Liebenden | ۱۹۷۷ | |
| تعطیلات طولانی لوته ایزنر (Die Langen Ferin der Lotte Eisner)       | ۱۹۷۹ | ۱۶ میلی‌متری |
| نظم/ همه چیز روبراه است (Ordnung)                                   | ۱۹۸۰ | نامزد جایزه هوگو طلایی از جشنواره شیکاگو.                                                                                                   |
| آخرین تابستان گرابه (Grabbes Letzter Sommer)                        | ۱۹۸۰ | ۱۶ میلی‌متری / برنده جایزه بهترین کارگردانی، بهترین فیلمنامه و بهترین بازیگر مرد، به علاوه پنج هزار مارک و برنده جایزه بهترین فیلم تلویزیونی |
| آنتون پ. چخوف: یک زندگی Anton P. Tschechow: Ein Leben               | ۱۹۸۱ | ۱۶ میلی‌متری |
| اوتوپیا Utopia                                                      | ۱۹۸۳ | برنده جایزه آکادمی هنرهای تجسمی به عنوان بهترین فیلم سال                                                                                    |
| گیرنده ناشناس Empfanger Unbekannt                                   | ۱۹۸۳ | ۱۶ میلی‌متری |
| هانس، نوجوانی از آلمان Hans, ein Junge im Deutschland               | ۱۹۸۵ | |
| درخت بید Der Weidenbaum                                             | ۱۹۸۴ | |
| فرزندخواندهٔ ویرانگر *Wechselbag                                     | ۱۹۸۷ | |
| گل‌های سرخ برای آفریقا Rosen fur Afrika                              | ۱۹۹۲ | |